# Ecnomus neboissi
Ecnomus neboissi är en nattsländeart som beskrevs av Cartwright 1990. Ecnomus neboissi ingår i släktet Ecnomus och familjen trattnattsländor. Inga underarter finns listade i Catalogue of Life.